# 디케

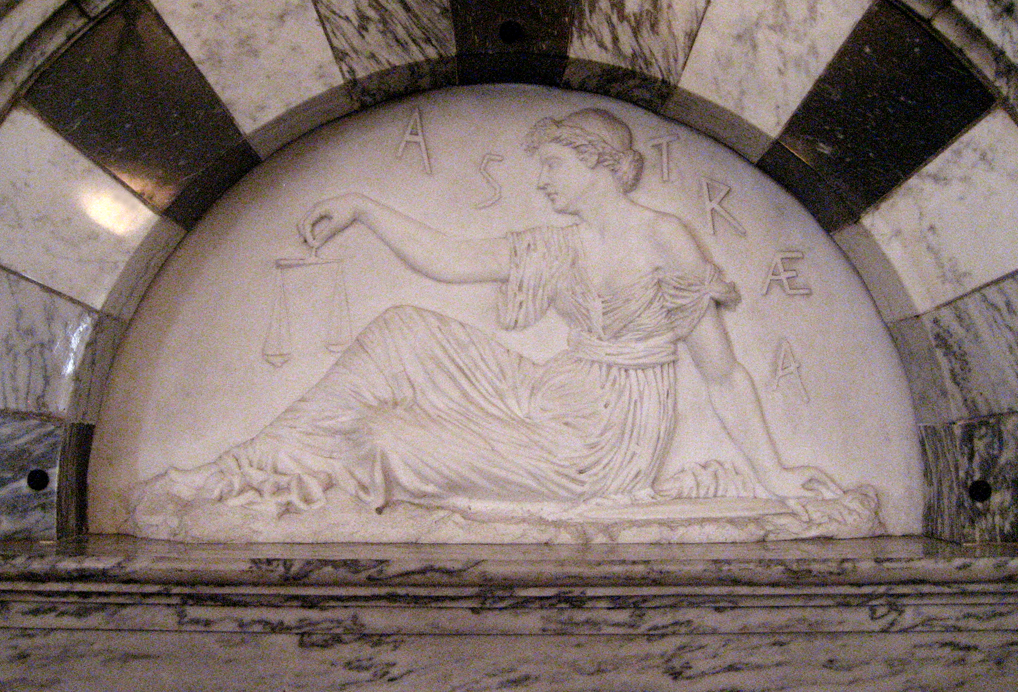

디케(그리스어: Δίκη)는 그리스 신화에서 제우스와 테미스의 딸들인, 호라(계절의 여신)들 중 한명이다. 정의의 여신이며 아스트라이아와  동일시 되며,  로마 신화의 유스티티아에 해당된다.

## 같이 보기
- 유스티티아